# Jagdgeschwader 52

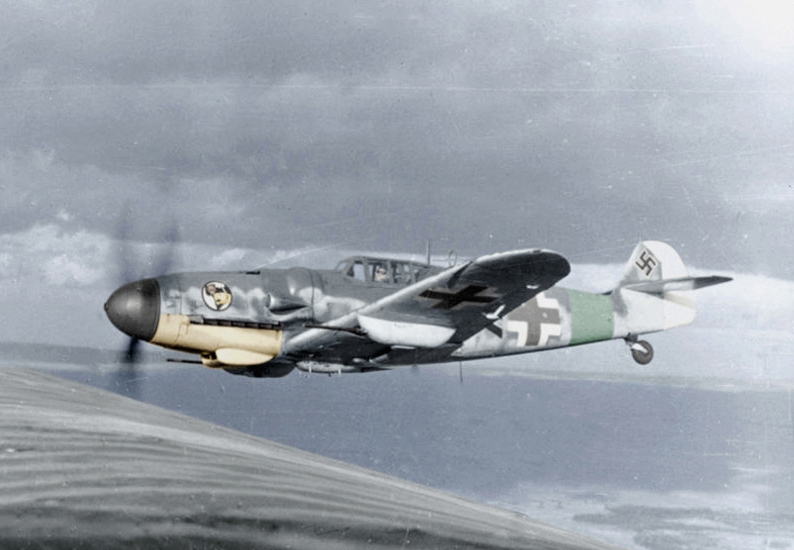
Um Messerschmitt Me 109 do JG 52, por volta de 1943.

A Jagdgeschwader 52 foi a unidade aerea da Alemanha com o maior sucesso durante toda a Segunda Guerra Mundial tendo os seus pilotos conquistado mais de 10 000 vitórias aéreas.

## Comandantes
| Comandante                       | Data                                             |
| -------------------------------- | ------------------------------------------------ |
| Major Hubert Merhart von Bernegg | (1 de Setembro de 1939 - 18 de Agosto de 1940)   |
| Major Hanns Trübenbach           | (19 de Agosto de 1940 - 10 de Outubro de 1941)   |
| Major Wilhelm Lessmann           | (10 de Outubro de 1941 - 2 de Junho de 1942)     |
| Oberstleutnant Friedrich Beckh   | (2 de Junho de 1942 - 21 de Junho de 1942)       |
| Major Herbert Ihlefeld           | (21 de Junho de 1942 - 28 de Outubro de 1942)    |
| Oberstleutnant Dietrich Hrabak   | (28 de Outubro de 1942 - 30 de Setembro de 1944) |
| Oberst Hermann Graf              | (30 de Setembro de 1944 - 8 de Maio de 1945)     |

### Gruppenkommandeure

#### I./JG 52[1]
- Hauptmann Dietrich Graf von Pfeil und Klein-Ellguth (1 de Novembro de 1939 — 21 de Novembro de  1939)
- Hauptmann Siegfried von Eschwege (1 de Dezembro de 1939 — 26 de Agosto de 1940)
- Hauptmann Wolfgang Ewald (27 de Agosto de 1940 — 24 de Maio de 1941)
- Hauptmann Karl-Heinz Leesmann (25 de Maio de 1941 — 6 de Novembro de 1941)
- Oberleutnant Carl Lommel (6 de Novembro de 1941 — ?)
- Hauptmann Helmut Bennemann (14 de Junho de 1942 — 12 de Novembro de 1943)
- Hauptmann Johannes Wiese (11 de Maio de 1943 — 12 de Novembro de 1943)
- Hauptmann Johannes Wiese (13 de Novembro de 1943 — 20 de Maio de 1944)
- Hauptmann Adolf Borchers (11 de Junho de 1944 — 31 de Janeiro de 1945)
- Hauptmann Erich Hartmann (1 de Fevereiro de 1945 — 8 de Maio de 1945)

#### II./JG 52[1]
- Hauptmann Hans-Günther von Kornatzki (1 de Setembro de 1939 — 26 de Agosto de 1940)
- Hauptmann Wilhelm Ensslen (27 de Agosto de 1940 — 2 de Novembro de 1940)
- Hauptmann Erich Woitke (3 de Novembro de 1940 — 28 de Fevereiro de 1942)
- Hauptmann Johannes Steinhoff (1 de Março de 1942 — 24 de Março de 1943)
- Hauptmann Helmut Kühle (25 de Março de 1943 — 31 de Agosto de 1943)
- Hauptmann Gerhard Barkhorn (1 de Setembro de 1943 — 15 de Janeiro de 1945)
- Hauptmann Helmut Lipfert (1 de Junho de 1944 — ? Outubro de 1944)
- Hauptmann Erich Hartmann (16 de Janeiro de 1945 — 31 de Janeiro de 1945)
- Hauptmann Wilhelm Batz (1 de Fevereiro de 1945 — 8 de Maio de 1945)

#### III./JG 52[1]
- Hauptmann Wolf-Heinrich von Houwald (1 de Março de 1940 — 24 de Julho de 1940)
- Major Alexander von Winterfeldt (1 de Agosto de 1940 — 6 de Outubro de 1940)
- Major Gotthard Handrick (7 de Outubro de 1940 — 22 de Junho de 1941)
- Major Albert Blumensaat (23 de Junho de 1941 — 30 de Setembro de 1941)
- Major Hubertus von Bonin (1 de Outubro de 1941 — 5 de Julho de 1943)
- Hauptmann Günther Rall (6 de Julho de 1943 — 18 de Abril de 1944)
- Major Wilhelm Batz (19 de Abril de 1944 — 31 de Janeiro de 1945)
- Hauptmann Adolf Borchers (1 de Fevereiro de 1945 — 8 de Maio de 1945)

## Recebedores da Cruz de Ferro
| Nome                 | Cruz de Ferro           | Folhas de Carvalho      | Espadas                | Diamantes              |
| -------------------- | ----------------------- | ----------------------- | ---------------------- | ---------------------- |
| Karl-Heinz Leesmann  | 23 de julho de 1941     |                         |                        |                        |
| Johannes Steinhoff   | 30 de agosto de1941     | 2 de setembro de 1942   | 28 de julho de 1944    |                        |
| Gerhard Köppen       | 18 de dezembro de 1941  | 27 de fevereiro de 1942 |                        |                        |
| Hermann Graf         | 24 de janeiro de 1942   | 17 de maio de 1942      | 19 de maio de 1942     | 16 de setembro de 1942 |
| Leopold Steinbatz    | 14 de fevereiro de 1942 | 2 de junho de 1942      | 23 de junho de 1942    |                        |
| Adolf Dickfeld       | 19 de março de 1942     | 19 de maio de 1942      |                        |                        |
| Edmund Roßmann       | 19 de março de 1942     |                         |                        |                        |
| Friedrich Wachowiak  | 5 de abril de 1942      |                         |                        |                        |
| Josef Zwernemann     | 23 de junho de 1942     | 31 de outubro de 1942   |                        |                        |
| Karl Gratz           | 1 de julho de 1942      |                         |                        |                        |
| Alfred Grislawski    | 1 de julho de 1942      | 11 de abril de 1944     |                        |                        |
| Siegfried Simsch     | 1 de julho de 1942      |                         |                        |                        |
| Karl Steffen         | 1 de julho de 1942      |                         |                        |                        |
| Gerhard Barkhorn     | 23 de agosto de 1942    | 12 de janeiro de 1943   | 2 de março de 1944     |                        |
| Hans Dammers         | 23 de agosto de 1942    |                         |                        |                        |
| Heinz Schmidt        | 23 de agosto de 1942    | 16 de setembro de 1942  |                        |                        |
| Günther Rall         | 3 de setembro de 1942   | 26 de outubro de 1942   | 12 de setembro de 1943 |                        |
| Waldemar Semelka     | 4 de setembro de 1942   |                         |                        |                        |
| Ernst Süß            | 4 de setembro de 1942   |                         |                        |                        |
| Rudolf Resch         | 6 de setembro de 1942   |                         |                        |                        |
| Berthold Graßmuck    | 19 de setembro de 1942  |                         |                        |                        |
| Karl Hammerl         | 19 de setembro de 1942  |                         |                        |                        |
| Helmut Bennemann     | 2 de outubro de 1942    |                         |                        |                        |
| Heinrich Füllgrabe   | 2 de outubro de 1942    |                         |                        |                        |
| Walter Krupinski     | 29 de outubro de 1942   | 2 de março de 1944      |                        |                        |
| Rudolf Miethig       | 29 de outubro de 1942   |                         |                        |                        |
| Hubertus von Bonin   | 21 de dezembro de 1942  |                         |                        |                        |
| Wilhelm Freuwörth    | 5 de janeiro de 1943    |                         |                        |                        |
| Johannes Wiese       | 5 de janeiro de 1943    | 2 de março de 1944      |                        |                        |
| Gustav Denk          | 14 de março de 1943     |                         |                        |                        |
| Willi Nemitz         | 24 de março de 1943     |                         |                        |                        |
| Rudolf Trenkel       | 19 de agosto de 1943    |                         |                        |                        |
| Berthold Korts       | 29 de agosto de 1943    |                         |                        |                        |
| Erich Hartmann       | 29 de outubro de 1943   | 2 de março de 1944      | 2 de julho de 1944     | 25 de agosto de 1944   |
| Werner Quast         | 31 de dezembro de 1943  |                         |                        |                        |
| Hans Waldmann        | 5 de fevereiro de 1944  |                         |                        |                        |
| Viktor Petermann     | 29 de fevereiro de 1944 |                         |                        |                        |
| Friedrich Obleser    | 12 de março de 1944     |                         |                        |                        |
| Wilhelm Batz         | 26 de março de 1944     | 20 de julho de 1944     | 21 de abril de 1945    |                        |
| Otto Fönnekold       | 26 de março de 1944     |                         |                        |                        |
| Heinrich Sturm       | 26 de março de 1944     |                         |                        |                        |
| Johannes Bunzek      | 6 de abril de 1944      |                         |                        |                        |
| Gerhard Hoffmann     | 14 de maio de 1944      |                         |                        |                        |
| Peter Düttmann       | 9 de junho de 1944      |                         |                        |                        |
| Heinz Sachsenberg    | 9 de junho de 1944      |                         |                        |                        |
| Herbert Bachnick     | 27 de julho de 1944     |                         |                        |                        |
| Hans-Joachim Birkner | 27 de julho de 1944     |                         |                        |                        |
| Walter Wolfrum       | 27 de julho de 1944     |                         |                        |                        |
| Franz Schall         | 10 de outubro de 1944   |                         |                        |                        |
| Helmut Lipfert       | 5 de abril de 1945      | 17 de abril de 1945     |                        |                        |
| Anton Resch          | 7 de abril de 1945      |                         |                        |                        |
| Heinz Ewald          | 20 de abril de 1945     |                         |                        |                        |
| Friedrich Haas       | 26 de abril de 1945     |                         |                        |                        |

## Membros Notáveis
- Hermann Graf (Primeiro ás a atingir as 200 vitórias, recebedor da Cruz de Cavaleiro da Cruz de Ferro com Folhas de Carvalho, Espadas e Diamantes)

- Erich Hartmann (O maior ás da história com 352 vitórias, recebedor da Cruz de Cavaleiro da Cruz de Ferro com Folhas de Carvalho, Espadas e Diamantes. Após a Segunda Guerra Mundial se tornou comandante da Jagdgeschwader 71 Richthofen na Bundeswehr)

- Hans-Joachim Marseille (recebedor da Cruz de Cavaleiro da Cruz de Ferro com Folhas de Carvalho, Espadas e Diamantes, the Bundeswehr barracks Marseille-Kaserne in Appen was named in his honour 1975)

- Johannes Steinhoff (General na Luftwaffe no pós Segunda Guerra Mundial, Chief of Staff e Comandante das Força Aérea Aliada na Europa Central, Chief of Staff da Luftwaffe e Chairman da NATO Comitê Militar, na Bundeswehr o General-Steinhoff-Kaserne em Gatow foi nomeado em sua homenagem em 1994 e a Jagdgeschwader 73 "Steinhoff" foi nomeada em sua homenagem em 1997)